# 原池公園
原池公園（ばらいけこうえん）は、大阪府堺市中区にある公園。

## 概要
原池公園は1965年（昭和40年）に都市計画決定された金岡公園に次ぐ堺市2番目の運動公園である。計画地の一部は垂仁天皇の頃に築かれたため池とされる原池を埋め立てている。原池は池の堤を補強するために埴輪の腹と腹を抱き合わせて並べたので「はら池」となったといい、「半陀池」「波良池」とも呼ばれていた。
主な施設として体育館、スケートボードパーク、修景池、バーベキュー広場、遊具広場、野球場（2020年開場）、駐車場などがある。また、災害時には広域避難地の機能を有する都市公園に位置づけられているほか、体育館は指定避難所として指定されている。スケートボード及びインラインスケートの専用施設として日本有数の施設をもつ。

## 面積
- 2022年、17.5haが開設
- 都市計画の全体面積は17.5ha[2][3]

## 歴史
- 1965年（昭和40年） - 都市計画決定[2][3]
- 1994年（平成6年） - 事業着手
- 2003年（平成15年） - 第1期（体育館、駐車場など）着工
- 2007年（平成19年） - 第1期（体育館、駐車場など）完成（3.7ha）
- 2009年（平成21年） - 第2期（修景池、スケートボードパークなど）着工
- 2011年（平成23年） - 第2期（修景池、スケートボードパークなど）完成（7.41ha）
- 2011年（平成23年） - 久世だんじり祭りでだんじりが初乗り入れ[4]
- 2020年（令和2年） - 野球場（原池公園野球場、命名権による愛称は「くら寿司スタジアム堺」）が開場。

## 施設
- 園路 - だんじりの曳行が可能
- 原池公園体育館

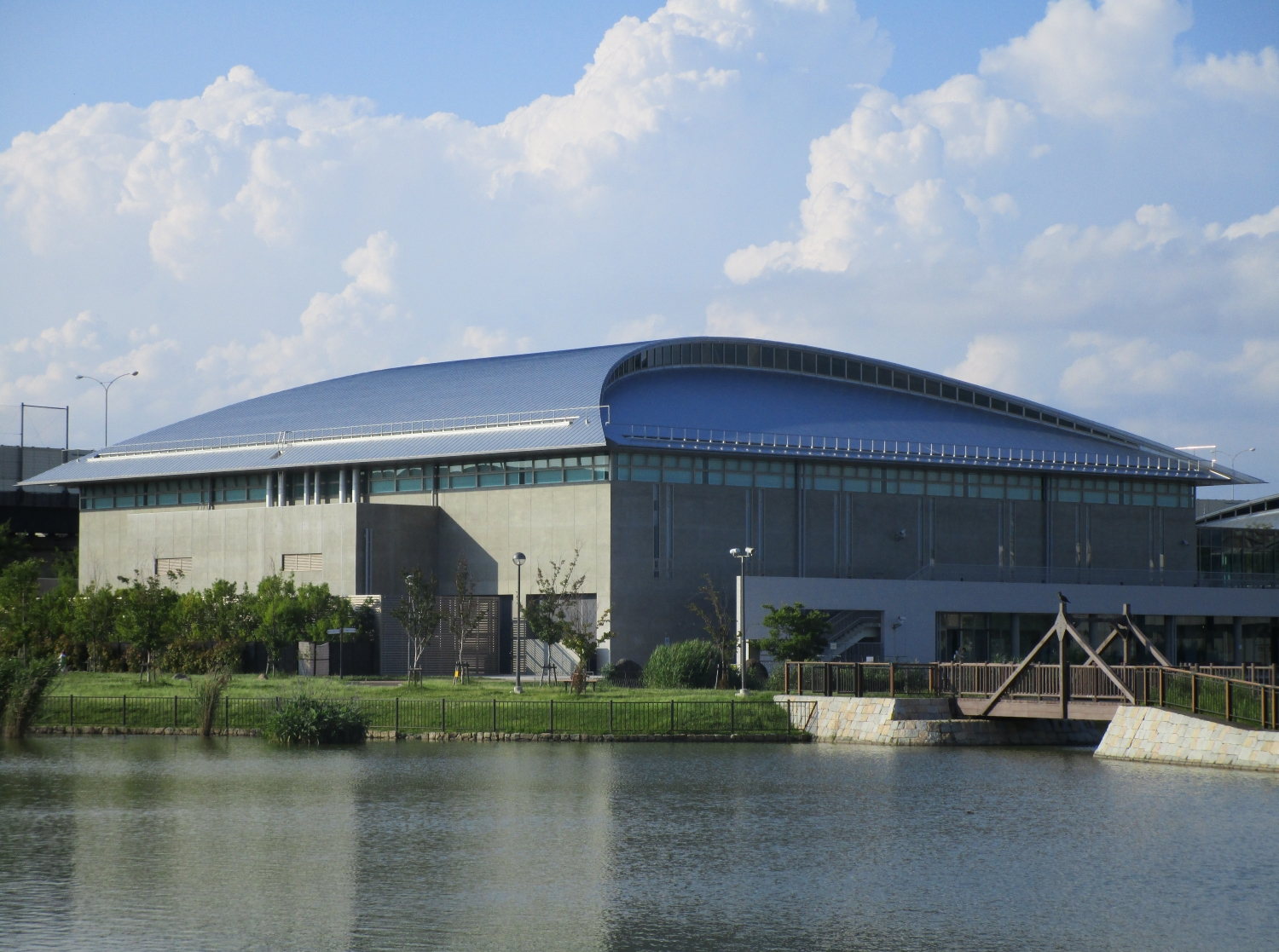
原池公園体育館

  - 大アリーナ - 約1,600平方メートル[5]
  - 中アリーナ - 約660平方メートル[5]（中アリーナ：2階 - 約90メートル[5]）
  - 小アリーナ - 約250平方メートル[5]
  - トレーニング室 - 約195平方メートル
  - 多目的室 - 約1,500平方メートル[5]
- 野球場（詳細は後述）
- 駐車場
- 修景池 - 原池の一部が水面として活用され、中央の島（展望デッキ）には橋が架けられている
- 原池公園スケートボードパーク - コンクリートプールセクション4基、ストリートセクション、照明、設備、管理棟
- バーベキュー広場
- 親水広場
- 健康遊具広場
- 冒険広場
- イベント広場

原池公園体育館、原池公園スケートボードパークは2016年3月31日までミズノグループ（美津濃、ミズノスポーツサービス、大林ファシリティーズ大阪支店、利晃建設による共同企業体）が指定管理者として管理運営を行っていた。原池公園体育館は堺市の選定により2016年4月1日から2021年3月31日までの5年間も同じ企業構成（美津濃、ミズノスポーツサービス、大林ファシリティーズ大阪支店、利晃建設）の「原池スポーツチャレンジ共同体」が指定管理者として管理運営を行っている。

### 野球場

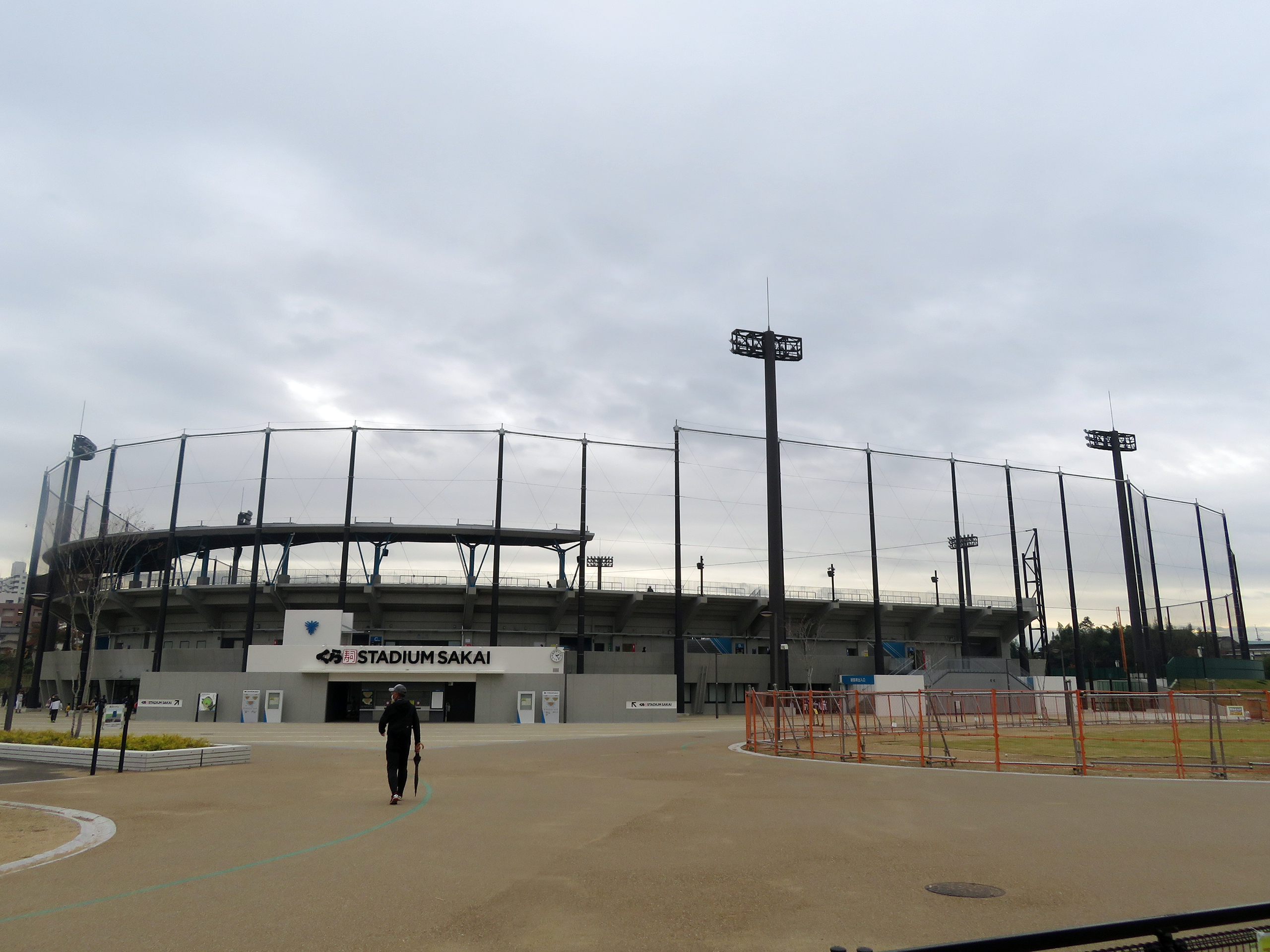
くら寿司スタジアム堺

2014年11月、堺市の竹山修身市長（当時）は原池公園内にプロ野球公認規格を満たす野球場を建設する意向を表明した。当時は2019年度（2019 - 2020年）のオープンを予定していた。2016年4月に基本設計の概要が発表され、公園の第3期整備エリア内に両翼100m・センター120mで収容人員5000人の球場を建設する。この時点では2017年着工が想定されていた。2018年1月に施工業者を入札で決定、2018年4月に着工した。
堺市では2019年11月に、くら寿司との間で当球場の命名権契約を締結した。市所有の公共施設としては初めての契約で、命名権の使用料は年間で500万円。契約期間中は、2020年4月から「くら寿司スタジアム堺」という名称を使用する。
当初の計画では、2020年春のオープンを予定。3月29日のNPBウエスタン・リーグ公式戦（オリックス・バファローズ対福岡ソフトバンクホークス戦）から使用を開始するほか、2019年から関西独立リーグに加盟している堺シュライクスが本拠地に使用することを表明していた。しかし、年頭から日本国内で新型コロナウイルスの感染が拡大している影響で、こけら落としとして予定されていたオリックス対ソフトバンク戦は中止。4月に開場してからも、日本政府が新型インフルエンザ等対策特別措置法を基に緊急事態宣言を発出したことに伴って、同月8日から宣言が解除される5月22日まで臨時に休場した。
なお、2020年に中止されたウエスタン・リーグ公式戦については、2021年3月27日に「くら寿司スタジアム堺 開場1周年記念試合」として開催された。
2020年5月2日の開幕を予定していた学童軟式野球の全国大会、「第1回くら寿司・トーナメント2020 第14回ポップアスリート星野仙一杯」が7月1日に開幕する運びとなり、開幕に先立ち、6月20日に開催された開幕特別試合、長曽根ストロングス対住之江シャークス戦がこけら落としとなった。
2020年から全国高等学校野球選手権大阪大会の会場に加わったが、同年は地方大会・全国大会とも中止となったため、独自大会の令和2年大阪府高等学校野球大会が開催された。

#### プロ野球の試合開催実績
- 2021年3月27日 - ウエスタン・リーグ公式戦　オリックス3● - ○広島8
- 2023年5月3日 - ウエスタン・リーグ公式戦　オリックス3● - ○広島5
- 2023年5月4日 - ウエスタン・リーグ公式戦　オリックス7○ - ●広島6

## 所在地・アクセス
大阪府堺市中区八田寺町・平井
- 深井駅（南海泉北線）から徒歩20分